# Rio do Oeste
Rio do Oeste es un municipio brasileño del estado de Santa Catarina. Tiene una población estimada al 2022 de 7 747 habitantes. Forma parte de la Región metropolitana del Alto Valle de Itajaí.

## Historia
La localidad fue colonizada por una expedición liderada por Luiz Bertoli y alentada por Vidal Ramos, gobernador de Santa Catarina en ese entonces. En 1912 se instalaron en las orillas del Río das Pombas. El nuevo lugar fue conocido como Barra das Pombas. Tras la Revolución brasileña de 1930 cambió su nombre a Rio do Oeste.
Se formó como distrito en 1948 y se instaló como municipio en 1958 separándose de Rio do Sul.